# Aclista cantiana
Aclista cantiana är en stekelart som först beskrevs av Curtis 1831.  Aclista cantiana ingår i släktet Aclista, och familjen hyllhornsteklar. Arten är reproducerande i Sverige.